# Стоманево
Стоманoво е село в Южна България. То се намира в община Девин, област Смолян.

## География
Село Стоманoво (известно още като Стоманево) се намира в Централните Родопи. По пътя от град Девин към град Кричим в местността „Сребърница“ се виждат част от къщите на селото.
Разположено на високо и открито място, то граничи с девствени гори и върхове. На североизток, изток и югоизток са наредени в дълга редица върховете на Чернатица - Персенк, Перелик, Голям Персенк, Модър. На югозапад, запад, северозапад Узун Бурун, Ърсъз тепе, Чарк гюне, Тузла, Шейтан кюпрю, Аваннъ и др.
Границите на селото са от р. Гашна до Аваннъ, оттам през Шейтан кюпрю, Тузла, Ърсъз тепе, Асарлък, Удут чешмеси, Узун Бурун, Узак Асанън тарласъ, Минзуварне, река Въча и пак до р. Гашна.
В близост са селата: Селча (14 км), Михалково (11 км), Осиково (29 км), Чуруково (18 км), Лясково (23 км), Фотиново (44 км), Нова махала (43 км) и др.
Селото се намира на 33 км от Общинския си център – Девин и на 73 км от Областния град Смолян.

## История
Има споразумение между султан Абдул Хамид и руския цар за периодично изселване на турците от оформената с граници територия на България. През пролетта на 1878 година към Турция поемат част от селата Нова Махала, Фотиново, Кючюк кьой-Татар Пазарджишка казаа и цялото село Форцово. Общият брой на изселниците наброявал около триста-четиристотин аане (семейства от три поколения).
Част от тях стигат до Турция, други до село Триград, а трети биват спрени по пътя през Девин. Около 4-5 семейства са се заселили на днешните земи на Стоманово, като им дава обещана земя (с която да изкарват прехраната си), която в същото време е собственост на Хаджията Календжу. Дават им обещаната земя, те я обработват с надеждата, че ще осигурят насъщния за идващата зима, но наесен Хаджията Календжу изземва почти цялата реколта. Следващата есен се повтаря същата история. Как са прекарвали зимата е трудно да се опише. Напролет четири от жените (една от които бременна) се опълчват срещу неправдата и неизпълнените обещания.
Разправията с Хаджията Календжу завършва с кръвопролитие – бременната жена бива ранена. Мястото на събитието става една от граничните местности на селото – Удут чешме, а безстрашието на жените дава името на селото. Героизмът им бил сравнен със закалена стомана (на турски: çelik), оттам и първото име на селото – Челикли. По-късно побългарено на Стоманево. По това време закалената стомана е доста разпространена в този край.
По-късно пристигат и други семейства и така заселват земите на днешно Стоманово.

## Религии
Населението е съставено е изцяло от турската етническа общност и много малка част от помаци(българи-мюсюлмани), изповядващи исляма. Има малка част от смесени бракове между турци и християни и единични бракове между турци и българи-мюсюлмани (помаци). Известни ходжи и имами, проповядвали в селото, са Асан Добралъ, Али Исаев, известен като Кара Али и други. От 2012 г. в селото се строи джамия.

## Обществени институции
- Кметство село Стоманово;
- Основно училище;
- Детска градина;
- Джамийско настоятелство; с Ходжа Елмаз Мутишев

## Редовни събития
Всяка година на 3 юни в село Стоманево се провежда езически ритуал с нестинарски танци и курбан. След нестинарските танци местният гледач от селото гледа на дошлите хора и прави предсказания. Събитието се провежда на живописна поляна на 2 km под селото в землището. Ритуалът започва по обяд и продължава до късно вечерта след полунощ.

## Други
Източник: Балъкчъ, Емел 2008 „Стоманово-селцето кацнало над Въча“